# Madagaskolotka jasnooka
Madagaskolotka jasnooka (Boophis madagascariensis) – gatunek płaza bezogonowego z rodziny mantellowatych występujący endemicznie na Madagaskarze. Dorasta do 8 cm długości i cechuje się beżowym ubarwieniem. Gatunek najmniejszej troski (LC) w związku z m.in. szerokim zasięgiem występowania oraz dużymi rozmiarami populacji. 

## Wygląd
Duży nadrzewny płaz. Występują duże fałdy skórne na łokciach i piętach. Długość ciała zazwyczaj 6,0–8,0 cm, przy czym samce są mniejsze od samic. Kolor skóry od beżowego do czerwonawobrązowego, występuje ciemny brązowy pasek na kończynach. Brzuch ma kolor kremowy. Występuje wyraźnie zaznaczona błona bębenkowa.

## Zasięg występowania i siedlisko
Endemit. Występuje w południowo-wschodniej (np. w Parku Narodowym Andohahela), północno-wschodniej oraz w centralnej części Madagaskaru na wysokościach bezwzględnych 0–1750 m n.p.m. Zasiedla pierwotne i gospodarcze lasy tropikalne, w tym plantacje bananowców.

## Rozród
Do rozrodu dochodzi w wodach stojących i wolnostojących. Występuje ampleksus pachowy. 

## Status
IUCN klasyfikuje madagaskolotkę jasnooką jako gatunek najmniejszej troski (LC) w związku z szerokim zasięgiem występowania, dużymi rozmiarami populacji oraz tolerancją na modyfikacje środowiska. Należy zauważyć natomiast, że obserwowana jest degradacja środowiska naturalnego. Ponadto płaz ten jest sporadycznie odławiany jako zwierzę domowe.